# Thomas Romney Robinson
John Thomas Romney Robinson (23 de abril de 1792-28 de febrero de 1882), habitualmnete citado también como Thomas Romney Robinson, fue un clérigo británico, astrónomo y físico. Dirigió durante muchos años el Observatorio Astronómico de Armagh, uno de los centros de referencia del Reino Unido en aquella época.

## Biografía
Robinson nació en Dublín, hijo del pintor de retratos inglés Thomas Robinson. Se educó en la Academia de Belfast y en el Trinity College de Dublín, donde fue elegido miembro en 1814, a la edad de 22 años, siendo durante algunos cursos profesor de filosofía natural en la institución.
Habiendo sido ordenado clérigo durante su estancia en el Trinity, obtuvo el beneficio eclesiástico de la Iglesia Anglicana en Enniskillen y en Carrickmacross a comienzos de la década de 1820.

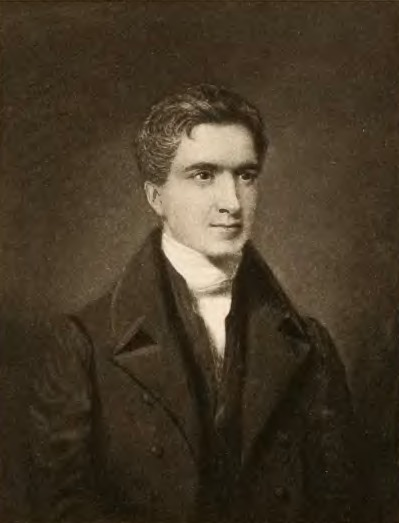
Robinson en su juventud

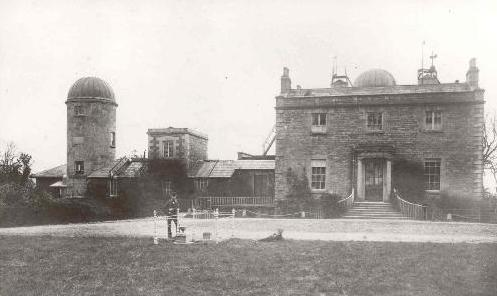
Observatorio de Armagh, 1883

En 1823 obtuvo el puesto de astrónomo en el Observatorio de Armagh, que pasó a ser su residencia definitiva, comprometido con la investigación en física y astronomía hasta su muerte en 1882.
Durante los años 1840 y 1850 Robinson visitó con frecuencia el telescopio más potente del mundo en aquella época, el denominado Leviatán de Parsonstown, construido por su amigo y colega William Parsons (también conocido como Lord Rosse). Robinson colaboró con Parsons en interpretar las observaciones de gran resolución del cielo nocturno producidas por el enorme telescopio, particularmente respecto a las galaxias y a las nebulosas, publicando informes de investigación punteros sobre estos temas. De vuelta en su propio Observatorio de Armagh, Robinson compiló un gran catálogo de estrellas y escribió numerosos informes al respecto. En 1862 se le otorgó una Medalla Real "por el Catálogo de Armagh, relación de 5345 estrellas, deducida de las observaciones realizadas en el Observatorio de Armagh, desde los años 1820 hasta 1854; por sus artículos sobre la construcción de instrumentos astronómicos en las memorias de la Sociedad Astronómica, y por su artículo sobre electroimanes en las Transacciones de la Real Academia Irlandesa".
Robinson también es notable por haber inventado un dispositivo para medir la velocidad del viento, el anemómetro de cazoletas Robinson (1846).
Miembro de la Real Sociedad Astronómica, presidió la Real Academia de Irlanda desde 1851 hasta 1856, siendo un destacado organizador de las actividades de la Asociación Británica para el Avance de la Ciencia.
Estuvo casado dos veces: la primera vez con Elizabeth Rambaut y la segunda con Lucy Jane Edgeworth (1806-1897), hija discapacitada de Richard Lovell Edgeworth. La hija de Robinson se casó con el físico George Gabriel Stokes, quien visitó frecuentemente a su suegro en Armagh.
Robinson era amigo de Charles Babbage, quien siempre recordó su deuda con el astrónomo por haberle recordado la primera vez que planteó la idea de realizar su máquina calculadora.

## Trabajos
- Poems by Thomas Romney Robinson, written between the age of seven and thirteen; to which is prefixed A short account of the author (1808)
- On voltaic electricity (1818)
- A system of mechanics, for the use of the students in the University of Dublin (1820)
- Description of a New Air-pump (1825)
- Astronomical Observations made at the Armagh Observatory (1829)
- Astronomical Observations, Part 1, Volume 1 (1829)
- On the Longitude of the Armagh Observatory (1839)
- An Account of the Casting of the Great Speculum by the Earl of Rosse (1 de enero de 1840)
- On the Difference of Longitude Between the Observatories of Armagh and Dublin, Determined by Rocket Signals (1840)
- On the Difference of Longitude between the Observatories of Armagh and Dublin, Determined by Rocket Signals (1 de enero de 1843)
- On the Constant of Refraction, Determined by Observations with the Mural Circle of the Armagh Observatory (1 de enero de 1843)
- On the Effect of Heat in Lessening the Affinities of the Elements of Water (31 December 1846)
- Collection of Articles on Meteorology and Magnetism (1846), coauthor
- On the Effect of Heat in Lessening the Affinities of the Elements of Water (1847)
- On the Relation between the Temperature of Metallic Conductors, and Their Resistance to Electric Currents (1 de enero de 1849)
- On Electro-Magnets (1 de enero de 1850)
- On a Thunder-Shower Observed at Markree Castle, on June 30, 1851 (1 January 1850)
- On the Ordinary Theorem by Which the Magnifying Power of a Telescope Is Determined (1 January 1850)
- Speeches of the Rev. Thomas Romney Robinson, at the Twenty-second Annual Meeting, Held in Belfast, September 1852
- Effects Produced by the Vicinity of a Railroad (1852)
- On the Probable Errors of the Eye and Ear in Transit Observations (1853)
- Labourers together with God: A sermon on 1 Cor. III. 9 (1853)
- Places of 5,345 stars observed from 1828 to 1854, at the Armagh observatory: By Rev. T.R. Robinson (1859)
- Experimental researches on the lifting power of the Electro-Magnet (1859)
- Light: A Lecture (1862)
- On Spectra of Electric Light, as Modified by the Nature of the Electrodes and the Media of Discharge (1862)
- Description of the Great Melbourne Telescope (1869)
- Speeches delivered in the General Convention of the Church of Ireland (1870)

Póstumo
- Rev. Thomas Romney Robinson correspondence (2008)

## Eponimia
- El cráter lunar Robinson lleva este nombre en su memoria.[8]